# ピーター・ホーレンス
ピーター・ホーレンス(英語：Peter Hollens)(1982年3月4日～)は、アメリカ合衆国の歌手、作曲家、演出家、企業家。
頻繁にYouTubeに新曲をUPする。ユージーンの自宅で楽曲の録音・制作をしている。ソニーやエピック・レコードでも録音している。

## 経歴
1982年3月4日、アメリカ合衆国北西部のオレゴン州アシュランドで誕生した。
1999年、オレゴン大学でア・カペラ・サークル「On The Rocks」をレオ・デ・シルヴァと共に立ち上げた。これはオレゴン州初の団体だった。
オレゴン大学の音楽学士に学位を獲得して卒業した。
2010年、NBCのThe Sing-Off (第2期)にOn the Rocksの仲間と出場し、ショーン・ストックマンやニコール・シャージンガー、ベン・フォールズの審査の結果、10団体中6位となった。
2011年、YouTubeにチャンネルを開設し、主に多重録音のアカペラを投稿し始める。リンジー・スターリングやテイラー・デイヴィス達と共演している。
2012年、最初のアルバムを発表した。
2013年、クラウドファンディングプラットフォームのPatreonに加入した。「Fly to Paradise」でエリック・ウィテカーと共演した。
2014年、ソニー・マスターワークスと提携した 。10月27日、ピーター・ホーレンス (アルバム)を発表した。
2015年、YouTubeの映像を宣伝する為にsocial video platformのReactionsに加入した。1月5日時点で、3位に入賞した。ブライアン・ウィルソンのアルバム『ノー・ピア・プレッシャー』の「Our Special Love」にゲスト・ボーカルとして参加した。
2017年1月時点で、約153万人が彼のチャンネルを登録している。

## 私生活
妻のエヴィンネ・ホーレンスはオレゴン大学でア・カペラ・サークルのDivisiを結成している。エヴィンネも自身のYouTubeチャンネルを持ち、時に夫と共演しながら楽曲を投稿している。2014年3月30日に息子のアシュランド・ジェームズ・ホーレンスが誕生した。

## 主な楽曲
2011年
- Only Girl…リアーナのカバー。
- Firework…ケイティ・ペリーのカバー[8]。
- Born This Way…レディー・ガガのカバー。
- Moves Like Jagger…サバンナ・オーテン（英語版）と共演。Maroon 5のカバー。

2012年
- The Elder Scrolls V: Skyrimのテーマ…リンジー・スターリングと共演。
- Game of Thronesのテーマ…リンジー・スターリングと共演。
- Don't Stop Me Now…ジョージ・ワツキー（英語版）と共演。(Queenのカバー。
- Oh Shenandoah…アメリカのフォークソング。

2013年
- Misty Mountains…「ホビット 思いがけない冒険」の楽曲。
- Les Misérablesメドレー…妻と共演。
- 夜の端（英語版）…ビリー・ボイドのカバー。「指輪物語　王の帰還」の楽曲。
- Star Warsメドレー…リンジー・スターリングと共演。
- I See Fire…エド・シーランのカバー。「ホビット 竜に奪われた王国」の楽曲。

2014年
- World of Warcraftメドレー…妻と共演。
- Into the West…アニー・レノックスのカバー。「指輪物語　王の帰還」の楽曲。
- オペラ座の怪人メドレー…妻と共演
- May It Be…エンヤのカバー。テイラー・デイヴィスと共演。「指輪物語　旅の仲間」の楽曲。
- ウィキッドメドレー…ニック・ピテラ（英語版）と共演。
- Baba Yetu…マルカー（英語版）と共演。「Civilization IV（英語版）」の楽曲。
- ゴラムの歌…エミリアナ・トリーニのカバー。「指輪物語　2つの塔」の楽曲。
- 離れ山の歌…ネイル・フィン（英語版）のカバー。「ホビット 思いがけない冒険」の楽曲。

2015年
- アナと雪の女王メドレー…コリーン・バリンガー（英語版）と共演。
- 最後の別れ…ビリー・ボイドのカバー。「ホビット 決戦のゆくえ」の楽曲。
- Thinking Out Loud…エド・シーランのカバー。
- 虹の彼方に…「オズの魔法使い」の楽曲。
- 夢の中で…ハワード・ショアのカバー。「指輪物語　旅の仲間」の楽曲。
- See You Again (Wiz Khalifa song)…ジョージ・ワツキーと共演。ウィズ・カリファとチャーリー・プースのカバー。
- Jurassic Parkの最終曲
- ドゥリンの歌…「指輪物語」の楽曲。
- 1989メドレー…テイラー・スウィフトのカバー。
- サンタが街にやってくる
- Prince of Egyptメドレー
- Assassin's Creed Syndicate
- きよしこの夜
- ブルーノ・マーズ・メドレー

2016年
- ローモンド湖…スコットランド民謡。
- アルウェンの歌…「指輪物語」の楽曲。
- Let It Go…「アナと雪の女王」の楽曲。
- Sound of Musicメドレー
- Danny Boy…アイルランド民謡。
- 御使いうたいて…讃美歌。
- Amazing Grace…讃美歌。
- 久しく待ちにし主よとく来たりて…讃美歌。
- Happy Christmas (戦争は終った)…ジョン・レノンのカバー。
- The Little Drummer Boy…クリスマスの歌。

## 受賞歴
| 年   | 賞                                       | 部門                                                                  | 作品                                                         | 結果     |
| ---- | ---------------------------------------- | --------------------------------------------------------------------- | ------------------------------------------------------------ | -------- |
| 2013 | Contemporary A cappella Recording Awards | Collaborative and Solo Performer Awards/Best Song By A Solo Performer | Oh Shenandoah on Covers Vol. 2                               | 優勝     |
| 2014 | Contemporary A cappella Recording Awards | Collaborative and Solo Performer Awards/Best Song By A Solo Performer | I See Fire                                                   | 優勝     |
| 2015 | Game Audio Network Guild Awards          | Best Game Music Cover/Remix Award                                     | Baba Yetu feat. Malukah                                      | 決勝進出 |
| 2015 | Contemporary A cappella Recording Awards | Collaborative and Solo Performer Awards/Best Folk/World Song          | Black Is the Color (Of My True Love's Hair) feat. Avi Kaplan | 優勝     |
| 2015 | Contemporary A cappella Recording Awards | Collaborative and Solo Performer Awards/Best Pop/Rock Song            | Dark Horse feat. Sam Tsui                                    | 候補     |
| 2016 | Game Audio Network Guild Awards          | Best Game Music Cover/Remix Award                                     | Assassin's Creed Syndicate - "Underground"                   | 優勝     |
| 2016 | Contemporary A cappella Recording Awards | Collaborative and Solo Performer Awards/Best Song By A Solo Performer | Now We Are Free                                              | 優勝     |